# Aleksandra Śląska

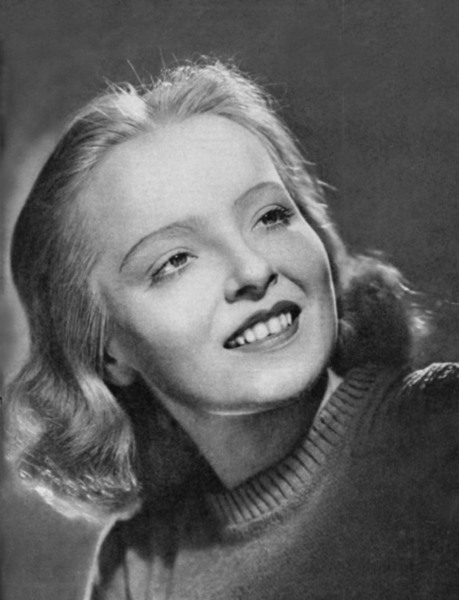
Aleksandra Śląska (1949)

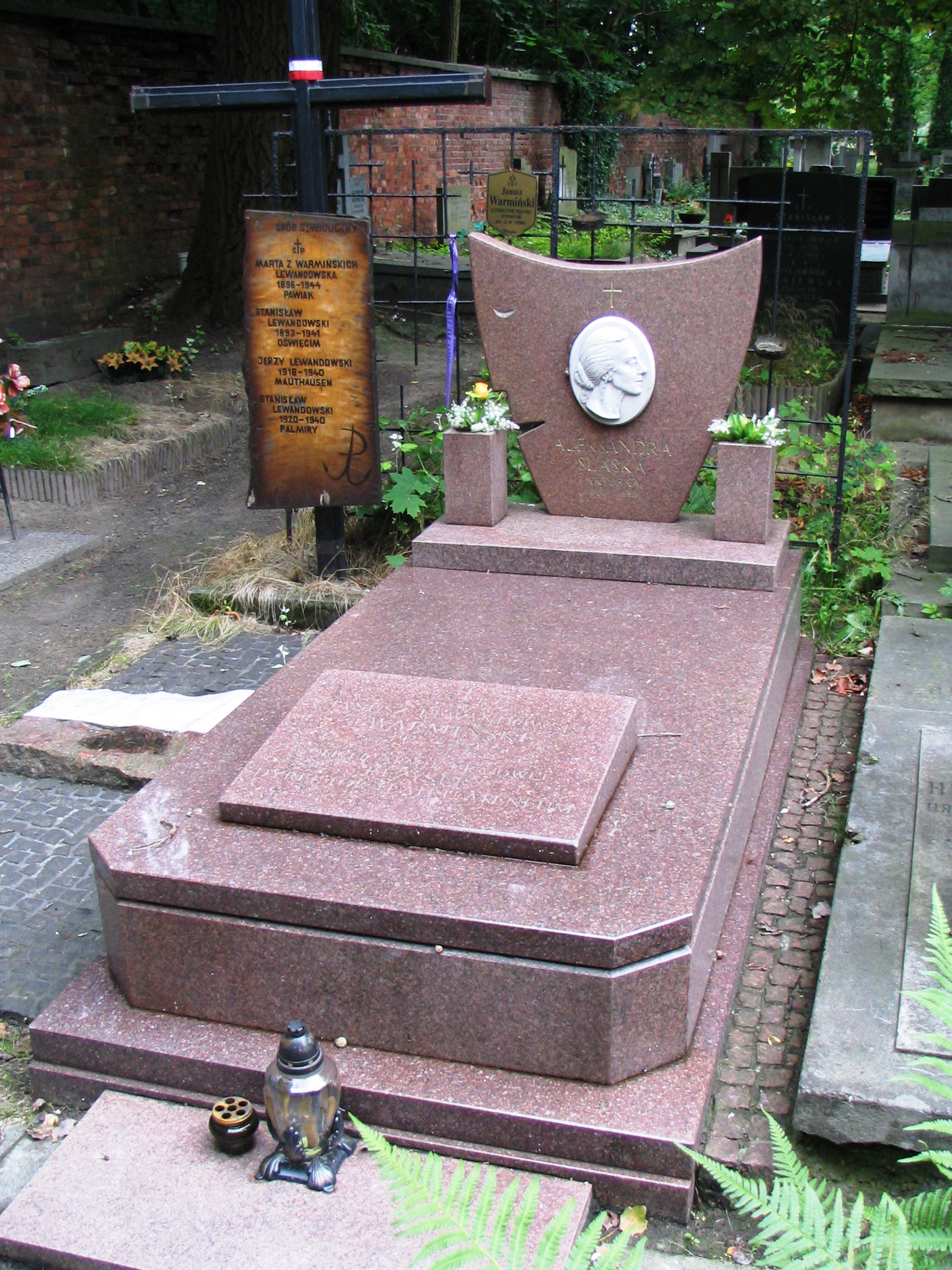
Grab von Aleksandra Śląska und Ehemann Janusz Warmiński auf dem Powązki-Friedhof in Warschau

Aleksandra Śląska (* 4. November 1925 in Kattowitz; † 18. September 1989 in Warschau) war eine polnische Schauspielerin.
Aleksandra Śląska erhielt 1946 eine Schauspielausbildung. Ihr Filmdebüt gab sie bereits ein Jahr später in Wanda Jakubowskas Holocaustdrama Die letzte Etappe. 1949 ging sie nach Warschau und gehörte dort zum Ensemble des Teatr Współczesny. 1962 wechselte sie zum Ensemble des Teatr Ateneum, wo sie bis zu ihrem Tode Ensemblemitglied war. Ab 1973 war sie Dozentin an der Staatlichen Schauspielschule PWST in Warschau.

## Filmografie (Auswahl)
- 1948: Die letzte Etappe (Ostatni etap) – Regie: Wanda Jakubowska
- 1950: Das Haus in der Einöde (Dom na pustkowiu)
- 1951: Die Sonnenbrucks
- 1952: Chopins Jugend (Młodość Chopina) – Regie: Aleksander Ford
- 1954: Die Fünf aus der Barskastraße (Piątka z ulicy Barskiej) – Regie: Aleksander Ford
- 1958: Die Schlinge (Pętla) – Regie: Wojciech Has
- 1960: Als der Tag begann (Rok pierwszy)
- 1962: Um 7 Uhr im Cafe Märchen (Spotkanie w Bajce) – Regie: Jan Rybkowski
- 1963: Alltag einer Ehe (Ich dzień powszedni) – Regie: Aleksander Ścibor-Rylski
- 1963: Die Passagierin (Pasażerka) – Regie: Andrzej Munk
- 1983: Abschied von Barbara (Epitafium dla Barbary Radziwiłłówny) – Regie: Janusz Majewski